# Bundesautobahn 111
Bundesautobahn 111 (em português: Auto-estrada Federal 111) ou A 111, é uma auto-estrada na Alemanha.
A Bundesautobahn 111 tem 17 km de comprimento.

## Estados
Estados percorridos por esta auto-estrada:
- Berlin
Brandemburgo